# Сьодерчепінгський процес
Сьодерчепінгський процес (англ. Söderköping Process) — міжнародна ініціатива, створена з метою прикордонного співробітництва в зв'язку з розширенням Євросоюзу на схід, а також задля розвитку діалогу з питань притулку й іррегулярної міграції в державах на схід від кордону Євросоюзу.
Створена у 2001 році в шведському місті Сьодерчепінг, звідки й походить назва ініціативи. У першій зустрічі взяли участь чиновники з Білорусі, Литви, Польщі та України, а також представники уряду Швеції, Управління верховного комісара ООН у справах біженців, Європейської комісії та Міжнародної організації з міграції.
Після приєднання до ініціативи Швеція займалася її фінансуванням. Секретаріат розташований у Києві (Україна).
Остання зустріч на високому рівні відбулася 8 грудня 2011 року в Стокгольмі. На засіданні було вирішено інкорпорувати ініціативу в ширшу програму Євросоюзу Східне партнерство.

## Держави-учасники
Ініціативу складано з 14 країн:
- Азербайджан
- Білорусь
- Вірменія
- Грузія
- Латвія
- Литва
- Молдова

- Польща
- Румунія
- Словаччина
- Угорщина
- Україна
- Швеція
- Естонія

## Представництва в ініціативі
З білоруської сторони беруть участь такі державні інституції:
- Міністерство внутрішніх справ Республіки Білорусь
- Департамент громадянства і міграції МВС Республіки Білорусь
- Державний прикордонний комітет Республіки Білорусь[6]

Недержавні організації:
- Білоруський рух медичних працівників
- Мінська міська колегія адвокатів[7]